# Eulophia eustachya
Eulophia eustachya är en orkidéart som först beskrevs av Heinrich Gustav Reichenbach, och fick sitt nu gällande namn av Daniel Geerinck. Eulophia eustachya ingår i släktet Eulophia och familjen orkidéer. Inga underarter finns listade i Catalogue of Life.